# 주짓수 (영화)
《주짓수》(영어: Jiu Jitsu)는 2020년에 개봉한 미국의 영화이다.

## 캐스팅

### 주연
- 니콜라스 케이지: 와일리 역
- 알랭 머시: 제이크 역
- 토니 자: 쿠엥 역
- 프랭크 그릴로: 해리건 역

### 조연
- 주주 챈: 카르멘 역
- 마리 아브게로포울로스: 마이라 역
- 릭 윤: 캡틴 샌드 역